# Brødrene af Sand

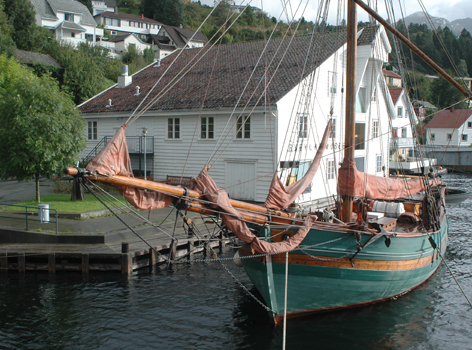
Brødrene af Sand vid Nesasjøhuset i Sand

Brødrene af Sand är ett norskt museifartyg i trä. Hon ägs av Ryfylkemuseet och har sommartid kajplats vid Ryfylkemuseets huvudmuseum  Nesasjøhuset i Sand.
Fartyget, en så kallad Ryfylkejakt, byggdes i Dokkskar vid Yrkjesfjorden 1866. Hon gick därefter i trad mellan Østhusvik och Sand. Hon köptes 1997 av Ryfylkemuseet och restaurerades vid Hardanger Fartøyvernsenter. 
Brødrene af Sand är omkring 15 meter lång och något över 5 meter bred. Masten år 19 meter hög och fartyget har tre försegel och storsegel. 